# Lawrencega
Lawrencega es un género de solifugos de la familia Melanoblossidae.

## Distribución
Las especies de este género se encuentran en África austral.

## Especies
Según solpugid.com
- Lawrencega hamiltoni Lawrence, 1972
- Lawrencega hewitti (Lawrence, 1929)
- Lawrencega longitarsis Lawrence, 1967
- Lawrencega minuta Wharton, 1981
- Lawrencega procera Wharton, 1981
- Lawrencega solaris Wharton, 1981
- Lawrencega tripilosa Lawrence, 1968

## Publicación original
- Roewer, 1933 : Solifugae, Palpigradi. Klassen und Ordnungen des Tierreichs, 5 Arthropoda IV Arachnoidea, vol. 5, p. 161-480 (texto integral).